# 543

## Nașteri
- dată necunoscută: Columban de Luxeuil  (d. 615)

## Decese
- 10 februarie: Scolastica (sfântă)  (n. 480)